# タモリの未来予測TV
『タモリの未来予測TV』（タモリのみらいよそくテレビ）とは、フジテレビ系列にて2003年2月24日（月曜日）から2月27日（木曜日）の23:00 - 23:45（JST）にバラパラ枠で4夜連続で放送された教養・情報・特別番組である。司会を務めるタモリの冠番組である。ステレオ放送、文字多重放送が実施された。正式な番組タイトルは『FNSサイエンススペシャル タモリの未来予測TV』である。通称は「未来予測TV」。
2000年から2002年の毎年2・3月に4夜連続で放送されていた『サイエンススペシャル 知的探検シリーズ』（進行：稲垣吾郎）の後継番組と思われる。稲垣は本番組にも継続出演。
大好評につき、2004年2月21日（土曜日）の21:00 - 23:24（JST）には『プレミアムステージ』内にてゴールデンタイムに進出し特別番組が放送された。

## 概要
キャッチコピーは『未来に大きな期待をしてはいけない。しかし、恐れることもない自分の手で未来の扉をこじあけろ!』。「あなたが夢みた未来の世界を大胆に予測しながら、その現実性に鋭く迫る番組」。
4夜連続の放送で、これから先の近未来の暮らしを番組独自にVTR形式にて紹介。科学的な研究成果を基に、近未来にどんなことが可能になるかを探る。「これを見ると、未来は暗くない。明るいのが分かる」。
主な例としては、アメリカのモーラー博士が開発中の空飛ぶ自動車や近未来のスポーツ、恋愛、医療、宇宙開発などを再現をする。
世界中から集めてきた未来予測を紹介し、会長のタモリを始めとする未来予測士の稲垣吾郎（SMAP）らと未来について討論する番組である。
他には、SFでお馴染みの空飛ぶ自動車。地上1000メートルの超高層マンション。高さ1000メートル、20万人が住めるというマンションの未来予測。翼を使わず、垂直に浮遊する自動車の未来予測。そして、タモリと山田五郎が大いに興味がある、多くの男性の悩みを解決でハゲの未来予測する。

## 出演者
『未来予測学会 the future academy』

### 会長
- タモリ

### 秘書
- 西山喜久恵（フジテレビアナウンサー、第一・二夜を担当）
- 中井美穂（フリーアナウンサー、第三・四夜を担当）
- 八木亜希子（同上、スペシャル版を担当）

### 未来予測士
- 稲垣吾郎（SMAP）

### ゲスト（スペシャルにて）
- 山田五郎
- 香山リカ（精神科医）
- サンプラザ中野

### ナレーション
- 奥田民義

## 放送日・放送時間

### 4夜連続放送
- 2003年2月24日（月曜日） - 2月27日（木曜日） 23:00 - 23:45（JST）

『バラパラ』枠内にて放送（通常より15分拡大）。

### スペシャル放送
- 2004年2月21日（土曜日） 21:00 - 23:24（JST）

『プレミアムステージ』内にて放送

## 各回の未来予測テーマ
2003年
- 2月24日（月） - 第一夜 『未来の東京』
- 2月25日（火） - 第二夜 『未来の人体』
- 2月26日（水） - 第三夜 『未来の恋愛』
- 2月27日（木） - 第四夜 『未来の日本』

2004年
- 2月21日（土） - スペシャル版 『未来予測に変化』

## 仮の未来予測年表（FUTURE!HISTORY）
| 年度   | 番組独自に考えた未来予測                                               |
| ------ | ---------------------------------------------------------------------- |
| 2005年 | マンモスの赤ちゃんが誕生!                                              |
| 2007年 | 海上マンションが出現!                                                  |
| 2008年 | マラソンの記録が1時間30分を切る!                                       |
| 2010年 | ハゲがこの世からいなくなる!                                            |
| 2011年 | いくら食べても太らなくなる!                                            |
| 2012年 | 人類がガンを克服する!                                                  |
| 2014年 | この世から占いがなくなる!                                              |
| 2015年 | 空飛ぶ自動車が飛び回るというのがスタジオに、60分の1サイズの模型も登場! |
| 2023年 | 東京に1000mマンション誕生!                                             |
| 2029年 | 1泊2日の宇宙旅行が100万円を切る!                                       |
| 2038年 | SMAP結成50周年!                                                        |
| 2043年 | 日本が世界一の金持ち大国に!                                            |
| 2045年 | タモリ生誕100周年!                                                     |
| 2050年 | 小型人類登場!                                                          |
| 2060年 | 『笑っていいとも!』生放送2万回放送突破!                                |
| 2073年 | 稲垣吾郎（SMAP）生誕100周年!                                           |
| 2088年 | SMAP100周年!                                                           |
| 2095年 | タモリ生誕150周年!                                                     |
| 2100年 | 札幌が首都に!                                                          |
| 21○○年 | 火星人を発見!                                                          |
| 2420年 | 人類の寿命が400歳になる!                                               |

## スタッフ
- ナレーション：奥田民義
- 企画：浜野貴敏（フジテレビ）
- 構成：武田浩、伊藤正宏
- VTR構成：木村仁
- ロケ技術：
  - 撮影：杉下光二
  - VE (ビデオエンジニア)：高橋圭介
- スタジオ技術：
  - TD：竹内弘佳
  - 撮影：加瀬俊弘
  - VE (ビデオエンジニア)：松沢勝巳
  - 音声：佐藤浩一
  - 照明：西川真史
  - デザイン：石森慎司
  - 美術製作：柴田慎一郎
  - 美術進行：西村貴則
  - CG製作：川端孝（日本エフェクトセンター）、マタンゴ小平、有働武史
  - TK (タイムキーパー)：水野久美
  - 効果：大久保吉久
  - 編集 (オフライン)：田中寛人
  - タイトルデザイン：岸和弘
  - V-V (オンライン編集)：中山朝生
  - MA (マルチオーディオ)：輔石裕治
- スタイリスト：木下克之（タモリ担当）、黒澤彰乃（稲垣吾郎担当）
- ヘアメイク：山田かつら、林智子
- コーディネーター：GPA USA、大嶋陽子
- 編成：荒井昭博（フジテレビ）
- 広報：谷川有季（フジテレビ）
- AP (アシスタントプロデューサー)：木下優子
- FD (フロアディレクター)：森山宏明
- AD (アシスタントディレクター)：保科和美、吉村理恵、大場康正、岡晶子
- ディレクター：佐久間務、関正和、角田誠二、木熊太郎、羽根井信英
- 総合演出：田中経一
- プロデューサー：山田治宗、鈴木ゆかり
- リサーチ：T2ファージ、清宮正人
- 美術協力：フジアール
- 技術協力：八峯テレビ、オムニバスジャパン
- 制作・企画協力：田辺エージェンシー（タモリ）、ジャニーズ事務所（稲垣吾郎）
- 制作：フジテレビバラエティ制作センター
- 制作著作：フジテレビ、テレコムスタッフ

## 関連番組
- サイエンススペシャル 知的探検シリーズ（フジテレビ） - 同じく4夜連続で放送されていたスペシャル番組。進行：稲垣吾郎
  - 記憶の海へ（2000年3月27日 - 30日）
  - 時間の迷宮（2001年2月12日 - 15日）
  - 稲垣吾郎の音楽狂時代（2002年3月4日 - 7日）